# Bulacan (provincie)
Bulacan je filipínská provincie severně od Manily ležící na středu regionu Střední Luzon. Mluví se zde tagalogem, angličtinou a dalšími jazyky. Žije zde přibližně 3,71 milionu osob. V rozloze je na celých Filipínách 29. největší. Její hlavní město je Malolos.

## Geografie
Bulacan leží jihozápadně od Manilského zálivu sousedí s provinciemi Nueva Ecija, Aurora, Pampanga, Manila, Rizal a Qezon. Provincií protékají řeky Angat (zvaná téz Bulacan) a Pampanga, jedna z hlavních filipínských řek. Na východě se nachází pohoří Sierra Madre. Kolem tohoto pohoří se nachází Angatská Přehrada. Nejvyšším bodem provincie Bulacan je hora Mt. Oriol. Měří 1170 m n. m. 10. ledna 2008 byla v obci Norazgay otevřena 18hektarová skládka.

### Klima
Nejteplejším měsícem je květen, kdy teploty v Bulacanu dosahují 29,7 °C, nejstudenějším měsícem je únor s teplotami okolo 25,1 °C. Od října do ledna jsou zde monzuny.

## Města
| Město              | Počet obyvatel |
| ------------------ | -------------- |
| San José del Monte | 439 100        |
| Malolos            | 223 070        |
| Meycuayan          | ?              |

| Obec           | Počet obyvatel |
| -------------- | -------------- |
| Santa Maria    | 205 258        |
| Marilao        | 160 425        |
| Hagonoy        | 111 425        |
| Bocague        | 105 403        |
| Plaridel       | 99 817         |
| Guiginto       | 89 225         |
| Calumpit       | 81 113         |
| San Ilperfonso | 74 956         |
| Bulacan        | 69 770         |
| San Rafael     | 69 770         |

## Historie
- Před 250 000 lety vstoupil na půdu Bulacanu první člověk.
- Španělská nadvláda započala na území dnešní provincie v 16. století
- Za filipínsko-americké války měla v Malolosu sídlo vláda první filipínské republiky.
- V období druhé světové války, během invaze na Filipíny tuto provincii obsadila japonská armáda. Osvobozena byla v roce 1945.